# Şahbuz
Şahbuz – miasto w zachodnim Azerbejdżanie, w Nachiczewańskiej Republice Autonomicznej; stolica rejonu Şahbuz. Populacja wynosi 4,6 tys. (2022).